# Fertigungsverfahren
Als Fertigungsverfahren werden in der Fertigungstechnik alle Verfahren zur Herstellung von geometrisch bestimmten festen Körpern (Werkstücke) bezeichnet, also von Körpern mit bestimmten Maßen und Formen, wozu auch die Oberflächenrauheit zählt. Zu den wichtigsten Fertigungsverfahren zählt das Gießen, Schmieden, Fräsen, Bohren, Schweißen und Löten. Außerdem zählt zu den Fertigungsverfahren aus technischer Sicht das Ändern von Stoffeigenschaften, wie das Härten oder Weichglühen. Die Herstellung von Körpern ohne bestimmte Form ist dagegen Sache der Verfahrenstechnik.
Als Fertigungsverfahren werden in der Betriebswirtschaftslehre alle Produktionsprozesse bezeichnet, die den Arbeitsablauf in der Fertigung mit dem Unternehmensziel regeln, Produkte herzustellen.

## Allgemeines
In der angloamerikanischen Fachliteratur wird zwischen „Fertigung“ (englisch manufacturing) und „Produktion“ (englisch production) unterschieden, wobei die Fertigung als Teilbereich der Produktion angesehen wird. Ein Teil der deutschsprachigen betriebswirtschaftlichen Fachliteratur hat sich dem angeschlossen, die herrschende Meinung dagegen stuft „Fertigung“ und „Produktion“ und die entsprechenden Komposita als Synonyme ein. „Fertigungsverfahren“ kann daher durch „Produktionsverfahren“ ersetzt werden. Dabei muss berücksichtigt werden, dass bei manchen Wirtschaftsobjekten der Begriff „Fertigung“ nicht passt, insbesondere bei Energie (hier wird von Energieerzeugung, Gasproduktion oder -herstellung oder Stromerzeugung gesprochen, nicht aber von Fertigung).
Der Betriebswirt Erich Gutenberg teilte 1951 den Begriffsinhalt der Fertigungsverfahren in seinem Standardwerk in drei Merkmale auf:
- einen rein technologischen Vorgang,
- manuelle versus maschinelle Fertigung,
- Art und Weise, wie Betriebsmittel zu fertigungstechnischen Einheiten zusammengefasst werden.

Das erste Merkmal wird im Abschnitt Fertigungstechnik behandelt, die beiden anderen in Fertigungsverfahren aus betriebswirtschaftlicher Sicht.

## Fertigungstechnik
Werkstücke können sowohl Halbzeuge sein, die noch weiter verarbeitet werden müssen (Bleche, Barren, Stäbe) oder Fertigerzeugnisse. In der Regel müssen mehrere Fertigungsverfahren miteinander kombiniert werden, um aus Rohteilen über Halbfertigteile fertige Produkte herzustellen. Ausgangspunkt sind die Daten der Konstruktion, zum Beispiel technische Zeichnungen oder dreidimensionale CAD-Modelle. Darin sind die Maße der Werkstücke, ihr Werkstoff und die zulässigen Abweichungen (Toleranzen) enthalten.

### Additive versus subtraktive Fertigung
Additive Herstellungsprozesse (siehe auch Artikel Additive Fertigung) wie das Töpfern gab es zu allen Zeiten. In der Industrie sind Urform-Techniken wie der Metallguss und das Sintern von Bedeutung. Auch Beschichtungsmethoden wie das Auftragsschweißen können dazugezählt werden. Mit dem 3D-Druck erlangen additive Fertigungsprozesse sowohl in der industriellen Produktion wie auch im Entwurfsprozess zur Herstellung von Modellen und Prototypen eine zunehmend größere Bedeutung, so dass die Unterscheidung zwischen den neuen additiven und den traditionell deutlich überwiegenden subtraktiven Fertigungsverfahren sprachlich und sachlich relevant wurde. 
Zu den subtraktiven Fertigungsverfahren zählt die herkömmliche Bearbeitung durch das Zerspanen, heute überwiegend durch CNC-Bearbeitung. Zum Zerspanen gehören etwa das Schleifen, Strahlen, Drehen, Fräsen, Sägen und Bohren. Modernere subtraktive Fertigungsverfahren sind das Laserschneiden, Erodieren, Plasmaschneiden und Wasserstrahlschneiden.

### Hauptgruppen nach DIN 8580
Die zahlreichen verschiedenen Fertigungsverfahren werden in der DIN 8580 nach gemeinsamen Verfahrensprinzipien eingeteilt in sechs Hauptgruppen, die sich jeweils in mehrere Gruppen, Untergruppen, Verfahren und Verfahrensvarianten aufteilen.
Nach der DIN 8580 sind die Fertigungsverfahren in sechs Hauptgruppen unterteilt, deren Schwerpunkt in der Metallverarbeitung liegt. Merkmal der Einteilung ist der Zusammenhalt im Sinne des Zusammenhalts von Teilchen eines festen Körpers. Der Zusammenhalt wird entweder geschaffen (Urformen), beibehalten (Umformen, Umlagern von Stoffteilchen), vermindert (Trennen, Aussondern von Stoffteilchen) oder vermehrt (Fügen, Beschichten, Einbringen von Stoffteilchen).
Urformen (Formgebung, Zusammenhalt schaffen)
Fertigungsverfahren, in denen aus formlosem Stoff ein Werkstück hergestellt wird. Als formloser Stoff zählt Material, dessen Form nicht definiert ist, etwa eine Flüssigkeit, die sich an die Innenwände des Behälters anpasst. Das wichtigste Verfahren der Gruppe ist das Gießen mit schmelzflüssigem Ausgangsmaterial. Pulver und Granulate können gesintert werden. Auch plastische Massen wie Pasten, Kitte, Wachs, Lehm und Ton können in eine definierte Form gebracht werden. Auch generative Fertigungsverfahren wie 3D-Druck oder Rapid Prototyping werden seit der Aktualisierung im Januar 2020 als urformende Fertigungsverfahren erwähnt.
Umformen (Formänderung ohne Materialabtrag, Zusammenhalt beibehalten)
Fertigungsverfahren, in denen Werkstücke verformt werden, ohne dass dabei Material hinzugefügt oder entfernt wird. Die Masse des Rohteils ist gleich der Masse des Fertigteils. Die wichtigsten Umformverfahren sind Walzen, Gesenkschmieden, Fließpressen, Strangpressen, Tiefziehen und Biegen.
Trennen (Formänderung durch Zerteilen oder Materialabtrag, Zusammenhalt vermindern)
Verfahren, bei denen die Form eines Werkstücks durch die Aufhebung des Werkstoffzusammenhalts an der Bearbeitungsstelle verändert wird, nennt man Trennverfahren. Die wichtigste Gruppe ist das Zerspanen, bei dem Material durch Spanen mit geometrisch bestimmter Schneide (Sägen, Hobeln, Fräsen, Bohren …) oder Spanen mit geometrisch unbestimmter Schneide (Schleifen, Honen,  Läppen, Strahlen, Bürsten …) in Form von Spänen entfernt wird. Weitere wichtige trennende Verfahren sind das Scherschneiden (Stanzen), Brennschneiden oder Funkenerodieren. Ebenfalls zum Trennen zählt das Zerlegen für die Demontage.
Fügen (Verbinden von Werkstücken, Zusammenhalt vermehren)
Fügen ist das Verbinden mehrerer Werkstücke. Dazu zählt insbesondere das Schweißen, Löten und Kleben aber auch das Nieten, Schrauben oder Zusammensetzen.
Beschichten  (Auftrag dünner Schichten)
Aufbringen einer fest haftenden Schicht aus einem formlosen Stoff auf ein Werkstück. Beispiel: Lackieren, Galvanisieren, Pulverbeschichten, Feuerverzinken.
Stoffeigenschaften ändern (z. B. durch Beeinflussung der Kristallstruktur)
Verändern der Eigenschaften des Werkstoffes, aus dem ein Werkstück besteht. Dazu zählen insbesondere Arten der Wärmebehandlung wie Härten und Glühen (z. B. Erweichen um die Bearbeitung zu erleichtern).

### Eigenschaften und Auswahlkriterien von Fertigungsverfahren
Viele Werkstücke lassen sich durch verschiedene Fertigungsverfahren herstellen. Zahnräder beispielsweise lassen sich durch Schmieden, Wälzfräsen, Wälzhobeln oder viele weitere Fertigungsverfahren herstellen. Diese Verfahren unterscheiden sich jedoch in der erreichbaren Genauigkeit, Oberflächenqualität (Rauheit), der nötigen Bearbeitungszeit, den benötigten Maschinen und Werkzeugen sowie der Flexibilität. Die Flexibilität kann sich dabei sowohl auf die Anzahl der Werkstücke, als auch auf die Bandbreite der herstellbaren Formen und zu bearbeitenden Werkstoffe beziehen.
Gießen und Schmieden von Metallen sind relativ ungenaue Fertigungsverfahren. Beim Spritzgießen von Kunststoffen hingegen können eng tolerierte Funktionsmaße recht genau eingehalten werden. Das Schmieden sowie manche Gussverfahren eignen sich für große Stückzahlen und sind dann mit geringen Stückkosten verbunden. Zu Beginn stehen aufwändige Arbeitsschritte wie das Fertigen von Formen oder Modellen beim Gießen und der Gesenke beim Gesenkschmieden. Schmieden ist auf Metalle als Werkstoff begrenzt. Metall, Holz oder Keramik lässt sich durch Fräsen, Schleifen oder Bohren bearbeiten. Dabei lassen sich recht gute Genauigkeiten und Oberflächenqualitäten erreichen.
Häufig kommen Kombinationen der Fertigungsverfahren vor, um die verschiedenen Vorteile zu kombinieren. Sogenannte Halbzeuge wie Bleche und Stangen werden mit massentauglichen Verfahren wie dem Walzen oder Ziehen hergestellt. Für den Metallguss werden Rohmaterialbarren oder Produktionsausschuss eingeschmolzen. Danach werden die Metallgussteile mit präziseren und flexibleren Verfahren zu den Endprodukten weiterverarbeitet. Für den Kunststoffspritzguss wird Rohmaterial in Granulatform verwendet, eine Nachbearbeitung ist nur in seltenen Fällen vorgesehen. Aus einem Blech lassen sich beispielsweise durch Stanzen und anschließendes Biegen und Tiefziehen Karosserieteile herstellen. Häufig durchlaufen die Werkstücke dabei die Verfahren in der Reihenfolge, in der sie in der DIN 8580 zu den Hauptgruppen zusammengefasst werden. Sie werden also zunächst durch Urformen hergestellt, anschließend durch Umformen weiterbearbeitet und schließlich durch Trennen und Fügen fertigbearbeitet.

## Fertigungsverfahren aus betriebswirtschaftlicher Sicht
Die Betriebswirtschaftslehre befasst sich mit den wirtschaftlichen, die Organisationslehre mit den organisatorischen Aspekten des Fertigungsverfahrens. Als Fertigungsverfahren werden die verschiedenen Formen der Produktion von Gütern bezeichnet. Je nach dem Anteil des Produktionsfaktors wird einerseits zwischen Handarbeit (Faktor Arbeit) und Muskelarbeit sowie andererseits Maschinenarbeit (Faktor Betriebsmittel) unterschieden.

### Allgemein
Als „betriebswirtschaftliche Fertigungsverfahren“ werden die verschiedenen Formen des Arbeitsablaufs in der Fertigung von Produkten verstanden. Sie können wie folgt eingeteilt werden:
| Merkmal                                | Arten                                                                                         |
| -------------------------------------- | --------------------------------------------------------------------------------------------- |
| Grad des menschlichen Arbeitseinsatzes | Handarbeit, Muskelarbeit, Maschinenarbeit, Halbautomatik, Vollautomatik                       |
| Ausbringungsmenge                      | Einzelfertigung, Massenfertigung, Serienfertigung, Sortenfertigung                            |
| Ablauforganisation                     | Fließbandfertigung, Gruppenfertigung, Handwerksfertigung, Reihenfertigung, Werkstattfertigung |

Maschinen und Automatisierung übernehmen Tätigkeiten, bei denen es um rein mechanische Aufgaben oder sich wiederholende Handarbeit geht; doch dass Computer Denkleistungen erbringen können, bedeutet, dass in Zukunft auch Berufe gefährdet sein werden, bei denen es nicht nur um Muskelkraft, sondern auch um Mitdenken und künstliche Intelligenz geht.

### Fertigungsverfahren nach Riebel
Paul Riebel beschrieb 1963 folgende Fertigungsverfahren im Hinblick auf ihren Mechanisierungsgrad, bei denen mehr oder weniger Handarbeit erforderlich ist:
- Reine Handarbeit (etwa Pflücker);
- von Werkzeugen unterstützte Handarbeit („Werkzeugarbeit“; Klempner);
- mit Muskelkraft angetriebene, manuell gesteuerte Maschinen (Blasebalg);
- motorisierte, manuell gesteuerte Maschinen oder Werkzeuge (Fräser, Zerspanungsmechaniker);
- motorisierte Maschinen mit selbsttätiger Steuerung einzelner Funktionen (Halbautomatik);
- motorisierte Maschinen mit selbsttätiger Steuerung aller Funktionen (Vollautomatik);
- selbständig gesteuerte, mechanisch integrierte Systeme (etwa Fließband, Transferstraße).

Die Handarbeit bei Vollautomation beschränkt sich auf die Steuerungstechnik. In Industriestaaten haben sich während der Industrialisierung die Anteile zu Gunsten der Automation und Mechanisierung verschoben; in der Dritten Welt ist dagegen der Anteil der Handarbeit und Muskelkraft – insbesondere in der Agrarproduktion – noch sehr hoch.

### Arten
Nach der Homogenität der Produkte und der Häufigkeit der Leistungswiederholung wird zwischen Einzelfertigung, Massenfertigung, Serienfertigung und Sortenfertigung unterschieden:
| Fertigungstyp   | Merkmale | Beispiele                         |
| --------------- | --- | --------------------------------- |
| Einzelfertigung | ein Produkt/eine Dienstleistung wird nur einmal hergestellt, auch wenn später gleiche oder ähnliche Produkte/Dienstleistungen hergestellt werden                       | Bauwirtschaft, Friseur            |
| Massenfertigung | große Mengen an Produkten/Dienstleistungen werden wiederholt auf derselben Produktionsanlage hergestellt                                                               | Konsumgüter, Zahlungsverkehr      |
| Serienfertigung | die gleichzeitige oder unmittelbar aufeinander folgende Produktion mehrerer gleichartiger Produkte (Serie) auf verschiedenen Produktionsanlagen                        | Automobilindustrie, Modeindustrie |
| Sortenfertigung | produktions- und absatzverwandten Produkten in verschiedenen Ausprägungen, die in größeren Stückzahlen nacheinander auf derselben Produktionsanlage hergestellt werden | Brauerei, Buchdruck               |

Nach der Methodik der Verfahren gibt es:
- Handwerksfertigung: Alle Fertigungsstufen sind in der Person des Arbeiters verbunden.
- Werkstattfertigung: Der Produktionsprozesses wird durch Arbeitsteilung in verschiedene betriebstechnische, verselbständigte Ablaufabschnitte zerlegt.
- Reihenfertigung: Der zerlegte Arbeitsprozess ist ohne oder mit Zeitdruck nacheinander geschaltet.

Alle Handarbeitsformen (Handarbeit, Muskelarbeit, Schwerarbeit, Schwerstarbeit) können vorkommen.